# 1.FCフランクフルト
1.FCフランクフルト（ドイツ語: 1. FC Frankfurt）は、ドイツ・ブランデンブルク州フランクフルト (オーダー)を本拠地とするサッカークラブ。
1950年代後半から1960年代にかけてはフォルヴェルツ・ベルリン（Vorwärts Berlin）の名前でDDRオーバーリーガを6度制した東ドイツの強豪チームであった。

## 歴史
1951年8月2日にSV VPフォルヴェルツ・ライプツィヒのサッカー部門として設立。初年度からDDRオーバーリーガに参戦した。この頃はクラブ名が安定せず、改称を繰り返している。
しかし政府の統制により1953年には東ベルリンに本拠地を移す事になり、これに伴ってフォルヴェルツ・デア・KVPベルリンに改称した。このため1952-53シーズンはライプツィヒでシーズンを始めたにも関わらず、シーズン終了時の本拠地は東ベルリンになっていた。1954年にFDGBポカールを優勝、初タイトルとなった。

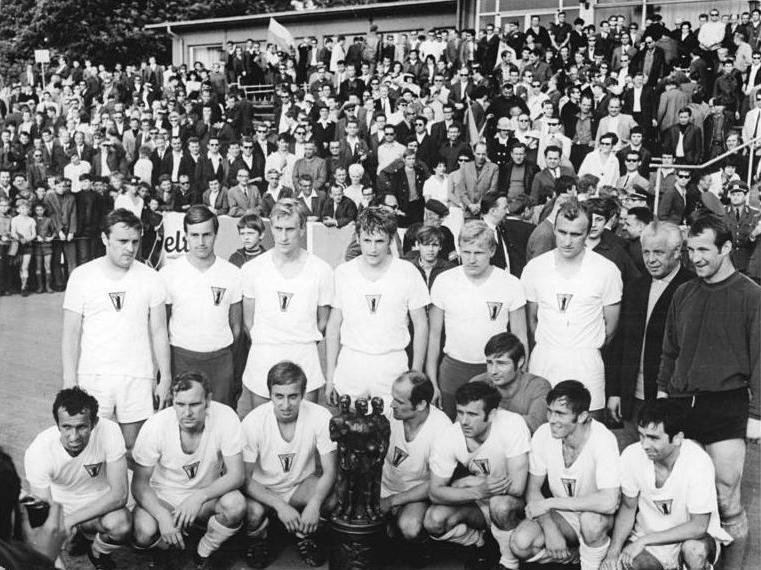
1970年、FDGBポカール優勝

その後もクラブ名は安定しなかったが、1957年にASKフォルヴェルツ・ベルリンに改称すると安定し、クラブの成績も好調を極めた。1958年にDDRオーバーリーガで優勝すると、1969年迄にリーグ6回の優勝を記録した。1966年にはスポーツクラブからサッカー部門が切り離されたためにFCフォルヴェルツ・ベルリンに改称した。
1970年もリーグ準優勝の記録を残したが、翌1971年にフランクフルト (オーダー)に移転させられると揮わなくなった。同地に移転となった理由は、この国境地帯の町で活動していた秘密警察率いるSGディナモが解散した事が理由であると推測されているが、明確な理由は未だにわかっていない。ただ、移転に際してシュタージやドイツ社会主義統一党の介入があった事はほぼ確実であるとされている。作家のハンス・ヨアヒム・ティーヒラーは、エーリッヒ・ミールケがベルリンに2つも強豪はいらないと考えたためにベルリンから追いやられたと述べている。他方でこの地域の政治家であるエーリッヒ・ミュッケンベルガーは強豪クラブが移転してくる事によって発展が見込めると考えていた。1980年代に入るとUEFAカップに4回出場する等、勢いを取り戻したが、1983年の準優勝が最高位で優勝は叶わなかった。
ドイツ再統一後は、1991年にクラブ名をFCヴィクトリア91、翌年にFFCヴィクトリア91に改称した。しかし他の東ドイツのクラブと同様に資金力の差から次第に没落していき、最終的には6部のブランデンブルク・リーガに所属した。2012年7月1日にMSVアイントラハト・フランクフルト（アイントラハト・フランクフルトはフランクフルト・アム・マインのクラブのため、このクラブとは無関係）と合併し、1.FCフランクフルトとなった。

## 名称
| 日附           | 正式名称                                                          | 略称                        |
| -------------- | ----------------------------------------------------------------- | --------------------------- |
| 1951年8月2日   | Sportvereinigung Volkspolizei Vorwärts Leipzig                    | SV VP Vorwärts Leipzig      |
| 1952年4月27日  | Sportvereinigung Vorwärts der Hauptverwaltung Ausbildung Leipzig  | SV Vorwärts der HVA Leipzig |
| 1952年11月2日  | Sportvereinigung Vorwärts der Kasernierten Volkspolizei Leipzig   | SV Vorwärts der KVP Leipzig |
| 1953年4月3日   | Sportvereinigung Vorwärts der Kasernierten Volkspolizei Berlin    | SV Vorwärts der KVP Berlin  |
| 1953年9月27日  | Zentraler Sportklub Vorwärts der Kasernierten Volkspolizei Berlin | ZSK Vorwärts der KVP Berlin |
| 1954年3月7日   | Zentraler Sportklub Vorwärts Berlin                               | ZSK Vorwärts Berlin         |
| 1956年10月31日 | Zentraler Armeesportklub Vorwärts Berlin                          | ZASK Vorwärts Berlin        |
| 1957年2月1日   | Armeesportklub Vorwärts Berlin                                    | ASK Vorwärts Berlin         |
| 1966年1月18日  | Fußballclub Vorwärts Berlin                                       | FC Vorwärts Berlin          |
| 1971年8月14日  | FC Vorwärts Frankfurt (Oder)                                      | FC Vorwärts Frankfurt       |
| 1991年2月7日   | FC Victoria 91 Frankfurt (Oder) e.V.                              | FC Victoria 91              |
| 1992年8月29日  | Frankfurter FC Viktoria 91 e.V.                                   | FFC Viktoria 91             |
| 2012年7月1日   | 1. FC Frankfurt (Oder) E. V. e.V.                                 | 1. FC Frankfurt             |

ASKフォルヴェルツ・ベルリン時代のロゴ

FCフォルヴェルツ・ベルリン時代の名称はベルリナーFCフォルヴェルツ1890に近いが、両者に関係はない。フォルヴェルツの名は英語のforwardに相当し、陸軍を始めとする武力組織が率いるクラブにはしばしば見られた名詞である。
1.FCフランクフルトの大文字のE.V.は合併元のアイントラハトとヴィクトリアの略称である。

## タイトル

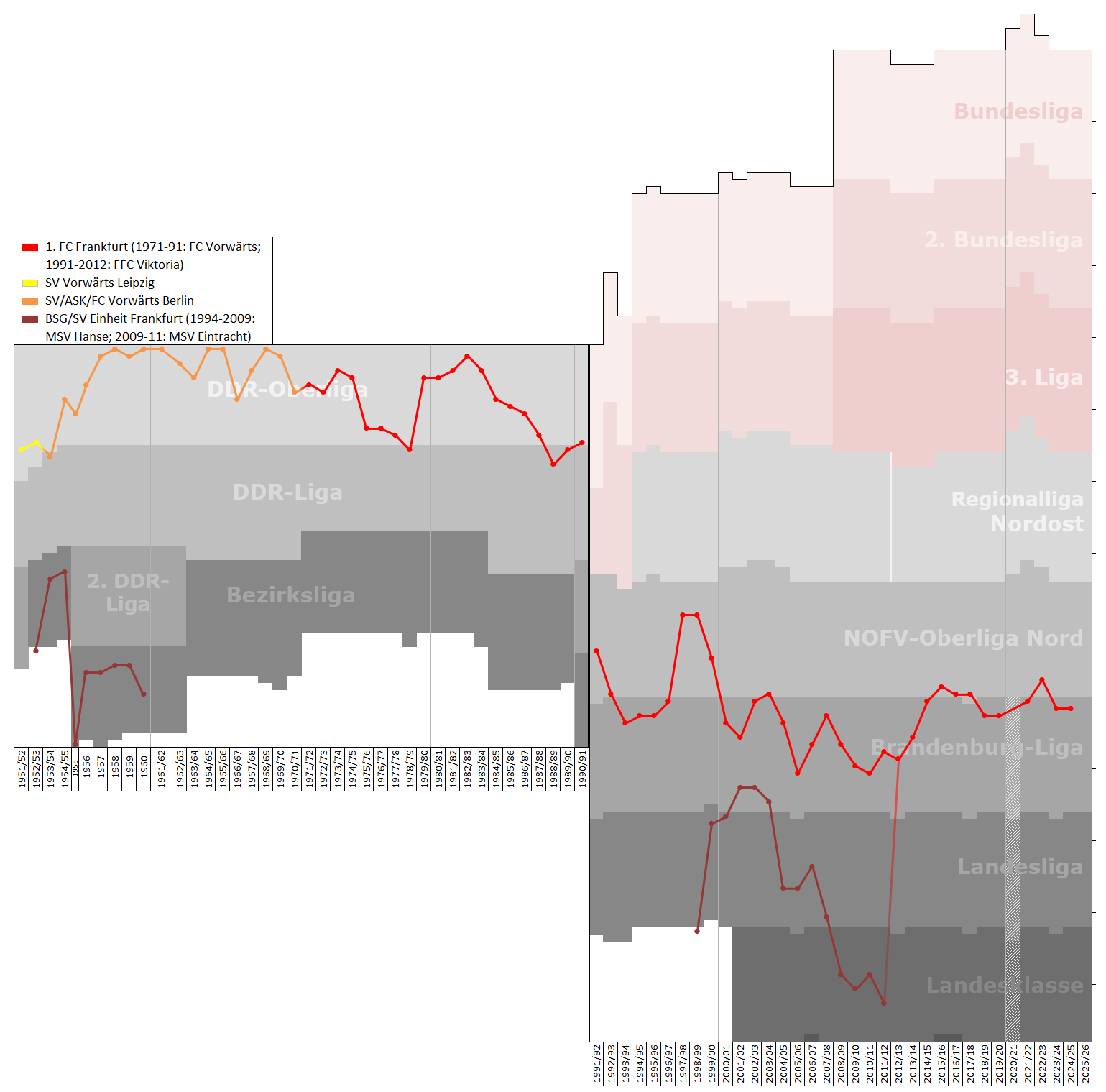
クラブの所属リーグ史

- DDRオーバーリーガ: 1958, 1960, 1962, 1965, 1966, 1969
  - 準優勝: 1957, 1959, 1970, 1983
- FDGBポカール: 1954, 1970
  - 準優勝: 1956, 1976, 1981
- DDRリーガ: 1954, 1979, 1990
- ブランデンブルク・リーガ: 1997, 2003, 2015, 2022

## 欧州の成績
| シーズン | 大会                       | ラウンド | 対戦相手                               | ホーム       | アウェー | 合計 |  |
| -------- | -------------------------- | -------- | -------------------------------------- | ------------ | -------- | ---- |  |
| 1959-60  | UEFAチャンピオンズカップ   | 1回戦    | ウォルヴァーハンプトン・ワンダラーズFC | 2–1          | 0–2      | 2-3  |  |
| 1960-61  | UEFAカップウィナーズカップ | 1回戦    | RHブルノ                               | 2–1          | 0-2      | 2-3  |  |
| 1961-62  | UEFAチャンピオンズカップ   | 予選     | リンフィールドFC                       | 3-0          | 3-0      | 3-0  |  |
| 1961-62  | UEFAチャンピオンズカップ   | 1回戦    | レンジャーズFC                         | 1-2          | 1-4      | 2-6  |  |
| 1962-63  | UEFAチャンピオンズカップ   | 予選     | FKデュクラ・プラハ                     | 0-3          | 0-1      | 0-4  |  |
| 1966-67  | UEFAチャンピオンズカップ   | 予選     | ウォーターフォードFC                   | 6-1          | 6-0      | 12-1 |  |
| 1966-67  | UEFAチャンピオンズカップ   | 1回戦    | グールニク・ザブジェ                   | 1-2          | 2-1      | 3-3  |  |
| 1966-67  | UEFAチャンピオンズカップ   | 1回戦    | グールニク・ザブジェ                   | 1-3 (再試合) |          |      |  |
| 1970–71  | UEFAカップウィナーズカップ | 1回戦    | ボローニャFC                           | 0-0          | 1-1      | 1-1  |  |
| 1970–71  | UEFAカップウィナーズカップ | 2回戦    | SLベンフィカ                           | 2-0          | 0-2      | 2-2  |  |
| 1970–71  | UEFAカップウィナーズカップ | 準々決勝 | PSVアイントホーフェン                  | 0-2          | 1-0      | 1-2  |  |
| 1974-75  | UEFAカップ                 | 1回戦    | ユヴェントスFC                         | 2-1          | 0-3      | 2-4  |  |
| 1980-81  | UEFAカップ                 | 1回戦    | バリーメナ・ユナイテッドFC             | 1-2          | 3-0      | 4-2  |  |
| 1980-81  | UEFAカップ                 | 2回戦    | VfBシュトゥットガルト                  | 1-5          | 1-2      | 2-7  |  |
| 1982-83  | UEFAカップ                 | 1回戦    | ヴェルダー・ブレーメン                 | 1-3          | 2-0      | 3-3  |  |
| 1983-84  | UEFAカップ                 | 1回戦    | ノッティンガム・フォレストFC           | 0-2          | 0-3      | 0-5  |  |
| 1984–85  | UEFAカップ                 | 1回戦    | PSVアイントホーフェン                  | 2-0          | 0-3      | 2-3  |  |